# 加州兀鷲屬
加州兀鷲屬（学名：Gymnogyps），也称加州神鷲屬，是美洲鹫科下的一个属。

## 下属物种
本属包括以下物种：
- 加州神鷲 Gymnogyps californianus (Shaw, 1797)
- Gymnogyps howardae Campbell, 1979
- Gymnogyps kofordi Emslie, 1988